# Petr Novák
Petr Novák (Polička, 7 juni 1948) is een voormalig Tsjechisch ijshockeyspeler, die nu de schaatscoach is van het NOVIS Team met de eerste Tsjechische Europees kampioene 2007 en wereldkampioene 2009 (Martina Sáblíková). In de jaren '60 was Novák zelf ook langebaanschaatser, maar wist nooit verder door te dringen dan de nationale juniorenselectie.

## Biografie
Novák begon in 1961 in zijn woonplaats Svratka met de schaatssport: Ik hield niet van teamsport. Schaatsen sprak mij aan omdat het zo eerlijk was: jij, een tegenstander en de klok. Novák ging bij de enige 400 meter-ijsbaan van Tsjecho-Slowakije wonen: Op honderd meter van de baan heb ik een huisje gebouwd en ik ben gaan trainen. In de zomer werkte ik zeven dagen per week, zodat ik in de winter kon trainen. Veel verder dan de nationale juniorenselectie ben ik niet gekomen, toen ik stopte realiseerde ik me dat ik veel fout had gemaakt. Novák nam deel aan nationale sprint en allroundkampioenschappen en behaalde op 24 januari 1982 het podium op het allroundtoernooi dat jaar, achter nationaal kampioen Jiří Kyncl. Als enige van een grote groep langebaanschaatsers bleef Novák over. Als coach wilde hij van zijn fouten leren. Met een groepje jonge schaatsers waaronder Kyncl reisde hij in een oud busje door Europa, sprak gerenommeerde schaatstrainers en in eigen land zocht hij contact met trainers uit atletiek en skilopen.
Eind jaren '80 begon Novák als coach van langebaanschaatsers. Tijdens de Olympische Winterspelen van 1988 werd de toen 26-jarige Kyncl 16e in de eindrangschikking op de tien kilometer. Halverwege de jaren negentig zag hij bij een skeelerwedstrijd het talent van zijn dromen: de twaalfjarige Martina Sáblíková. Samen met andere jonge schaatsers begon hij in 1998 in overleg met de ouders een nieuwe aanpak van trainen; het begin van het NOVIS Team.

### Succescoach
Het eerste succes kwam in 2006 met bijna een Olympische bronzen medaille op de 5000 meter in Turijn. Echter, in januari 2007 werd ze met haar negentien jaar de jongste Europees kampioene langebaanschaatsen ooit op de outdoor-ijsbaan in Collalbo. Novák leerde Sáblíková kennen via zijn vrouw die bevriend was met haar moeder, Eva Sáblíková, toen ze twaalf jaar was. In die tienerjaren stoomde Novák de ranke Tsjechische klaar voor grote internationale wedstrijden.
Haar prestaties betekenden voor Tsjechië een doorbraak als schaatsland. Martina's jongere broer Milan Sáblík schaatste in het seizoen 2006/2007 als junior degelijke tijden. Diverse andere junioren schaatsen dan inmiddels ook in het NOVIS Team van Novák: Andrea Jirků en, sinds seizoen 2008/2009, Karolína Erbanová. Zij wisten samen met Sáblíková op 1 februari 2009 de wereldbeker op de ploegenachtervolging te pakken. Een week later, op 8 februari, was er weer winst. Sáblíková greep toen de wereldtitel in Hamar. Volgens Novák kon dit van betekenis zijn voor een ijshal in Velký Osek waar dan in 2012 een Europees Kampioenschap kan worden verreden. Gesprekken hierover werden op 14 februari 2009 in Heerenveen gevoerd, maar leverde uiteindelijk geen concreet resultaat op.

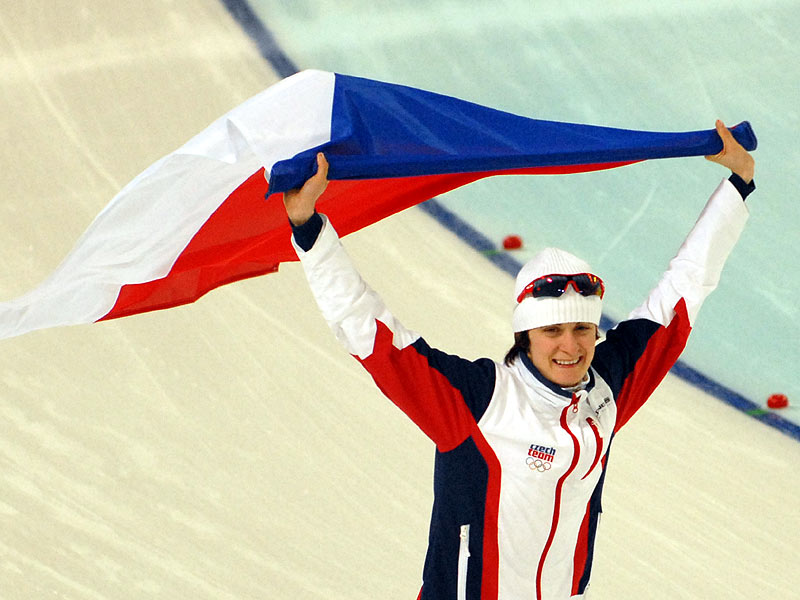
Sáblíková viert haar eerste Olympische titel (2010)

Op 14 februari 2010 won Sáblíková in een nieuw baanrecord in Vancouver het Olympisch goud op de 3000 meter: 4.02,53. Op de slotronde na reed ze allemaal rondjes in de 31 seconden. Voor haar thuisland was het de vierde gouden medaille. Op de 1500 meter voegde ze daar nog een bronzen medaille aan toe. Op 24 februari 2010 won Sáblíková ook goud op de 5000 meter, in een tijd van 6.50,91. In haar eentje was ze verantwoordelijk voor het totaal van twee gouden medailles; een novum. Op 19 februari 2014 verdedigde ze het goud op de 5000 meter. Met haar tijd 6.51,54 wist zij net niet aan haar prestatie van vier jaar eerder in Vancouver te raken.
Voor de Tsjechische Senaatsverkiezingen van 10 en 11 oktober 2014 was Novák kandidaat voor het district Žďár nad Sázavou. In de eerste ronde wist hij 4.329 (10,32 %) stemmen te behalen.
Met ingang van seizoen 2015/2016 ging de Pool Sebastian Druszkiewicz wedstrijden schaatsen namens Tsjechië. Op 30 januari 2016 reed Druszkiewicz in Stavanger zijn eerste nationale record, op de 5000 meter in 6.31,49.

## Training
Het post-olympische seizoen leek de definitieve doorbraak te zijn voor Sáblíková. Haar progressie op de 1500 meter was mede te danken aan de enorme trainingsarbeid door Novák, terwijl haar specialiteit meer op de langere afstanden ligt. Sáblíková en haar coach zijn voornamelijk op elkaar aangewezen. Het trainingsprogramma bestaat voornamelijk uit hardlopen, krachttraining en wielrennen. De trainingen doen denken aan het voormalige Oostblok: doorgaan tot je er bij neervalt. Bij gebrek aan ijs doet Sáblíková ook veel aan skeeleren (zoals Chad Hedrick) om haar uithoudingsvermogen te vergroten. Na de Olympische Spelen van 2014 in Sotsji verliet Erbanová het NOVIS Team en sloot zich aan bij Nederlandse commerciële schaatsploegen wat onderlinge verhoudingen verstoorde.